# Hilakku

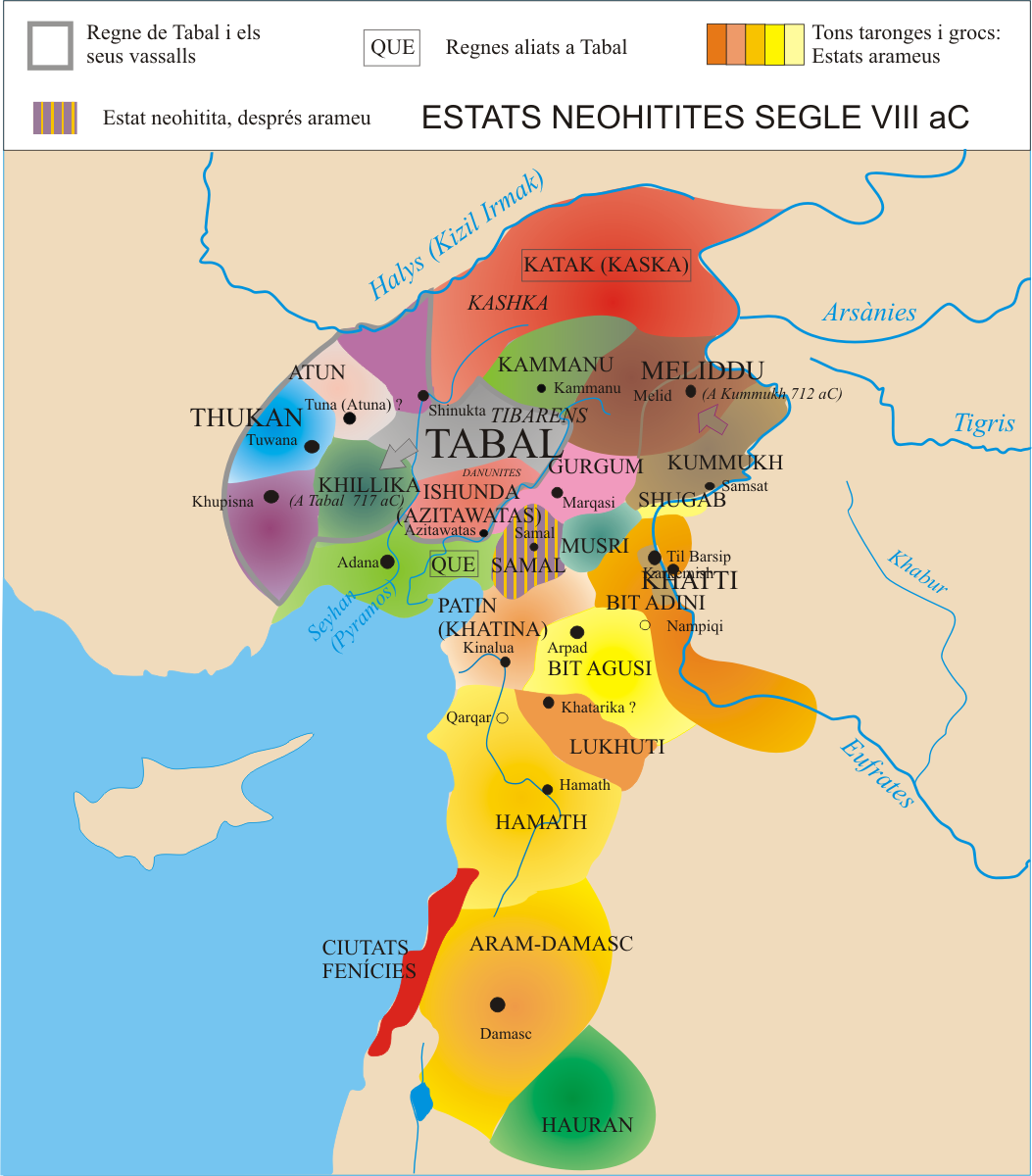
Estados luvita (neohitita) y arameo durante el siglo VIII a. C.

Hilakku o Cilicia Tracheia (“áspera”), fue uno de los reinos neo-hititas que se formó en la Edad de Hierro tras la invasión de los Pueblos del Mar (1200 a. C), siendo uno de los estados montañosos de mayoría luvita-hurrita, contando con funcionarios, escribas, administradores, comerciantes y artesanos hititas. Los reyes controlaban la economía citadina, mientras los templos rurales controlaban la economía rural; los edificios civiles y palacios asumieron el estilo de arquitectura bit-hilani (“casa de pilares”), como Alalakh IV (construido por Niqmepa, hijo de Idrimi), uno de Hattusas, otro en Guzana (tell Halaf, por el rey Kapara; la entrada al Museo Nacional de Alepo imita este palacio), y en Tell Tayinat (Kinalua), Qatna, Sam´al, Sakçagözü (cerca de Sam´al), Karkemish, Tell Seh Hamad, quizá Kinet Höyük y Emar; dinastías arameas gobernaron pronto Arpad (Bit-Agushi), Ya´dina (Sama´al), Til-Barsip (Bit-Adini) y Guzana (Bit-Bahiani). Hilakku se ubicaba en el centro de Cilicia (la Tarhuntassa hitita), sin acceso al mar Mediterráneo, rodeado al norte y occidente por el estado neo-hitita de Tabal (y sus reinos vasallos), y al oriente y sur por el estado neo-hitita de Quwe; Hilakku dominaba las Puertas Cilicias y cayó bajo Sargón II el 713.